# Сану, Идрисса
Идрисса Сану (фр. Idrissa Sanou; род. 12 июня 1977, Республика Верхняя Вольта) — легкоатлет из Буркина-Фасо, специалист по бегу на короткие дистанции. Выступал на профессиональном уровне в 1999—2011 годах, обладатель серебряной и бронзовой медалей чемпионатов Африки, двукратный чемпион Игр франкофонов, призёр Кубка мира, действующий рекордсмен страны в беге на 100 метров, участник трёх летних Олимпийских игр.

## Биография
Идрисса Сану родился 12 июня 1977 года.
Впервые заявил о себе на международном уровне в сезоне 1999 года, когда вошёл в состав национальной сборной Буркина-Фасо и выступил в беге на 100 метров на Всеафриканских играх в Йоханнесбурге.
Благодаря череде удачных выступлений в 2000 году удостоился права защищать честь страны на летних Олимпийских играх в Сиднее — на предварительном квалификационном этапе 100-метровой дисциплины показал время 10,60, чего оказалось недостаточно для выхода в четвертьфинальную стадию соревнований.
В 2001 году бежал 60 метров на чемпионате мира в помещении в Лиссабоне. В беге на 100 метров выступил на Играх франкофонов в Оттаве, на чемпионате мира в Эдмонтоне и на Всемирной Универсиаде в Пекине.
В 2002 году в 100-метровой дисциплине завоевал бронзовую награду на чемпионате Африки в Радесе, с ныне действующим национальным рекордом Буркина-Фасо (10,14) победил на чемпионате Франции в Сент-Этьене, тогда как в эстафете 4 × 100 метров в составе африканской команды занял третье место на Кубке мира в Мадриде.
В 2003 году на дистанции 60 метров стартовал на чемпионате мира в помещении в Бирмингеме, тогда как на дистанции 100 метров выступил на чемпионате мира в Париже, показал восьмой результат на Всеафриканских играх в Абудже.
На чемпионате Африки 2004 года в Браззавиле выиграл серебряную медаль в беге на 100 метров, уступив только нигерийцу Олусоджи Фасуба. Принимал участие в Олимпийских играх в Афинах — на сей раз в программе 100 метров остановился на стадии четвертьфиналов.
В 2005 году в беге на 100 метров получил серебро на Играх исламской солидарности в Мекке, дошёл до четвертьфинала на чемпионате мира в Хельсинки, одержал победу на Играх франкофонов в Ниамее.
На чемпионате Африки 2006 года в Бамбусе занял седьмое место.
В 2007 году на Всеафриканских играх в Алжире был четвёртым и седьмым в беге на 100 метров и в эстафете 4 × 100 метров соответственно. На чемпионате мира в Осаке не смог пройти дальше предварительного забега.
В 2008 году выступил в беге на 60 метров на чемпионате мира в помещении в Валенсии, тогда как в дисциплине 100 метров финишировал четвёртым на чемпионате Африки в Аддис-Абебе. Участвовал в Олимпийских играх в Пекине — в программе 100 метров показал результат 10,63 и сразу же выбыл из борьбы за медали. Являлся знаменосцем делегации Буркина-Фасо на церемонии закрытия Игр.
В 2009 году стартовал на чемпионате мира в Берлине и на Играх франкофонов в Бейруте, во втором случае завоевал золотую награду в зачёте эстафеты 4 × 100 метров.
Завершил спортивную карьеру по окончании сезона 2011 года.
Приходится младшим братом легкоатлету Оливье Сану, специалисту по тройным прыжкам.